# Mandrin (mini-série)
Pour les articles homonymes, voir Mandrin.
Mandrin est une mini-série française en six épisodes de 55 minutes réalisée par Philippe Fourastié, et diffusée entre le 3 juin et le 8 juillet 1972 sur la deuxième chaîne de l'ORTF.

## Synopsis
La vie de Louis Mandrin qui, à la suite de deux condamnations injustes, va devenir le Robin des Bois français du XVIIIe siècle.

## Distribution
- Pierre Fabre : Louis Mandrin
- Monique Morelli : La Carline
- Armand Mestral : Bonneville
- Max Vialle : Carnaval
- François Dyrek : Manot la Jeunesse
- Rainer Rudolph : Saint-Pierre
- Julio Perlaki : Claude Mandrin
- Fred Personne : Perrety
- Vladimir Medar : Moret
- Jean Martin : Robert de Cazes
- Edmond Freess : Grand Joseph
- Albert Plantier : Prêt-à-boire
- Jackie Henu : Bimbarade